# Дзерговиці
Дзерговиці (пол. Dziergowice) — село в Польщі, у гміні Берава Кендзежинсько-Козельського повіту Опольського воєводства.
Населення — 1726 осіб (2011).

## Демографія
Демографічна структура станом на 31 березня 2011 року:
|          | Загалом | Допрацездатний вік | Працездатний вік | Постпрацездатний вік |
| -------- | ------- | ------------------ | ---------------- | -------------------- |
| Чоловіки | 826     | 157                | 550              | 119                  |
| Жінки    | 900     | 125                | 558              | 217                  |
| Разом    | 1726    | 282                | 1108             | 336                  |